# Минерал-Спрингс (Арканзас)
Минерал-Спрингс (англ. Mineral Springs, Arkansas) — город, расположенный в округе Хауард (штат Арканзас, США) с населением в 1264 человека по статистическим данным переписи 2000 года.

## География
По данным Бюро переписи населения США город Минерал-Спрингс имеет общую площадь в 5,96 квадратных километров, водных ресурсов в черте населённого пункта не имеется.
Минерал-Спрингс расположен на высоте 104 метра над уровнем моря.

## Демография
По данным переписи населения 2000 года в Минерал-Спрингсе проживало 1264 человека, 354 семьи, насчитывалось 466 домашних хозяйств и 519 жилых домов. Средняя плотность населения составляла около 210,7 человека на один квадратный километр. Расовый состав Минерал-Спрингса по данным переписи распределился следующим образом: 51,19 % белых, 41,46 % — чёрных или афроамериканцев, 0,16 % — коренных американцев, 0,08 % — азиатов, 1,34 % — представителей смешанных рас, 5,78 % — других народностей. Испаноговорящие составили 10,92 % от всех жителей города.
Из 466 домашних хозяйств в 40,3 % — воспитывали детей в возрасте до 18 лет, 51,7 % представляли собой совместно проживающие супружеские пары, в 19,7 % семей женщины проживали без мужей, 24,0 % не имели семей. 20,8 % от общего числа семей на момент переписи жили самостоятельно, при этом 10,7 % составили одинокие пожилые люди в возрасте 65 лет и старше. Средний размер домашнего хозяйства составил 2,71 человек, а средний размер семьи — 3,07 человек.
Население города по возрастному диапазону по данным переписи 2000 года распределилось следующим образом: 30,5 % — жители младше 18 лет, 7,8 % — между 18 и 24 годами, 29,5 % — от 25 до 44 лет, 20,8 % — от 45 до 64 лет и 11,4 % — в возрасте 65 лет и старше. Средний возраст жителей составил 33 года. На каждые 100 женщин в Минерал-Спрингсе приходилось 92,1 мужчин, при этом на каждые сто женщин 18 лет и старше приходилось 83,9 мужчин также старше 18 лет.
Средний доход на одно домашнее хозяйство в городе составил 29 853 доллара США, а средний доход на одну семью — 31 150 долларов. При этом мужчины имели средний доход в 24 286 долларов США в год против 16 775 долларов среднегодового дохода у женщин. Доход на душу населения в городе составил 12 477 долларов в год. 16,2 % от всего числа семей в округе и 21,1 % от всей численности населения находилось на момент переписи населения за чертой бедности, при этом 26,5 % из них были моложе 18 лет и 14,8 % — в возрасте 65 лет и старше.

## Известные уроженцы и жители
- Уильям Генри Дэвис — игрок Главной лиги бейсбола.